# Liste von Mühlen an der Lausitzer Neiße
Die Liste von Mühlen an der Lausitzer Neiße gibt eine Übersicht über die historischen Wassermühlen am Oberlauf der Lausitzer Neiße und ihren Zuflüssen bis in den Raum Forst/Lausitz in Brandenburg unabhängig davon, ob sie noch existieren oder bereits verfallen und abgerissen sind. Es wurden etwa 120 Mühlenstandorte erfasst. Viele Mühlen existieren nicht mehr, einige sind umgebaut und dienen anderen Zwecken.
Bei Mühlen, die unter Denkmalschutz stehen, kann über die ID-Nummer der jeweilige Denkmaltext aus der sächsischen Denkmalliste aufgerufen werden. Die historische Bedeutung der Mühlen als Einzeldenkmale ergibt sich aus dem Denkmaltext des Landesamts für Denkmalpflege Sachsen.

## Legende
- Bild: zeigt ein Bild der Mühle und gegebenenfalls zusätzlich einen Link zu weiteren Fotos im Medienarchiv Wikimedia Commons.
- Bezeichnung: Name der Mühle und gegebenenfalls Bauwerksname des Kulturdenkmals
- Lage: Ortsteil bzw. Gemarkung sowie Straßenname und Hausnummer. Der Link Karte führt zur Kartendarstellung.
- Datierung: gibt das Jahr der Fertigstellung oder den Zeitraum der Errichtung an.
- Beschreibung: Angabe baulicher und geschichtlicher Einzelheiten, von Denkmaleigenschaften sowie ehemaligen Besitzern oder Bewohnern der Mühle
- ID: Falls die Mühle ein Kulturdenkmal ist, ist hier die ID-Nr. des Landesamts für Denkmalpflege Sachsen angegeben. Ein ggf. vorhandenes Icon  führt zu den Angaben bei Wikidata.

## Liste von Mühlen an der Lausitzer Neiße
Die Liste der ehemaligen Mühlen ist entsprechend der örtlichen Lage am Oberlauf der Lausitzer Neiße von der Quelle bis Forst/Lausitz gegliedert.
| Mühlen an der Bílá Nisa (Weiße Neiße)        |                                                             |                                                                  |                   | |                          |
| Direkt Bild zu diesem Denkmal hochladen      | Obermühle Friedrichswald                                    | Bedřichov u Jablonce nad Nisou (Karte)                           |                   | ehem. Horní mlýn (Obermühle Friedrichswald) an der Bílá Nisa, jetzt Wohnhaus |                          |
| Direkt Bild zu diesem Denkmal hochladen      | Pilz-Mühle Friedrichswald                                   | Bedřichov u Jablonce nad Nisou 41 (Karte)                        |                   | ehem. Císařský mlýn (Pilz- oder Kaiser-Mühle Friedrichswald), abgerissen, wüst |                          |
| Direkt Bild zu diesem Denkmal hochladen      | Schwarze Mühle Johannesberg                                 | Janov nad Nisou 117 (Karte)                                      |                   | ehem. Černý mlýn in der Gemarkung Hraničná nad Nisou (Negermühle Gränzendorf), abgerissen, wüst |                          |
| Direkt Bild zu diesem Denkmal hochladen      | Gottstein-Mühle Lautschnei                                  | Loučná nad Nisou, Janovská (Karte)                               |                   | ehem. Gottstein-Mühle Lautschnei, in der Gemarkung Loučná nad Nisou, abgerissen, wüst |                          |
| Direkt Bild zu diesem Denkmal hochladen      | Mühle Reinowitz                                             | Rýnovice, OT von Jablonec nad Nisou, Želivského 2/12 (Karte)     |                   | ehem. Mlýn v Rýnovicích (Mühle Reinowitz), jetzt Wohnhaus |                          |
| Mühlen an der Černá Nisa (Schwarze Neiße)    |                                                             |                                                                  |                   | |                          |
| Direkt Bild zu diesem Denkmal hochladen      | Buschmühle Rudolfsthal                                      | Rudolfov, OT von Liberec, K Černé Nise 19 (Karte)                |                   | ehem. Buschmühle Rudolfsthal an der Černá Nisa, abgerissen, wüst |                          |
| Direkt Bild zu diesem Denkmal hochladen      | Riedel-Mühle Katharinberg                                   | Kateřinky u Liberce, OT von Liberec, Kateřinská 67 (Karte)       |                   | ehem. Riedel-Mühle Katharinberg - Riedelův mlýn a továrna na sukno (Mühle Katharinberg), urspr. Getreidemühle, später Tuchfabrik |                          |
| Direkt Bild zu diesem Denkmal hochladen      | Mühle und Tuchfabrik Katharinberg                           | Kateřinky u Liberce, Kateřinská 144 (Karte)                      |                   | ehem. Mlýn a přádelna (Mühle und Tuchfabrik Katharinberg), urspr. eine Mühle, seit der ersten Hälfte des 19. Jahrhunderts zur Tuchfabrik umgebaut. |                          |
| Direkt Bild zu diesem Denkmal hochladen      | Mauermann-Mühle Katharinberg                                | Kateřinky u Liberce, Kateřinská 135 (Karte)                      |                   | ehem. Mauermannův mlýn (Mauermann-Mühle Katharinberg), später Spinnerei und ab Ende des 19. Jahrhunderts eine Tuchfabrik. |                          |
| Direkt Bild zu diesem Denkmal hochladen      | Bleichmühle Alt Habendorf                                   | Stráž nad Nisou, Kateřinská 235 (Karte)                          |                   | ehem. Weberův mlýn (Weber-Mühle oder Bleichmühle Alt Habendorf), später Spinnerei und Fabrikgebäude |                          |
| Mühlen an der Lausitzer Neiße (Lužická Nisa) |                                                             |                                                                  |                   | |                          |
| Direkt Bild zu diesem Denkmal hochladen      | Obermühle Wiesenthal                                        | Lučany nad Nisou 128 (Karte)                                     |                   | ehem. Horní, Semikův mlýn (Obermühle Wiesenthal an der Neiße). Mühlengebäude vom Anfang des 19. Jahrhunderts mit barocken Elementen, war auch unter den Namen Richtermühle, Jägermühle oder Imbromühle bekannt, jetzt Pension. |                          |
| Direkt Bild zu diesem Denkmal hochladen      | Bauernmühle Wiesenthal                                      | Lučany nad Nisou 133 (Karte)                                     |                   | ehem. Dolní; Sedlácký mlýn (Niedermühle oder Bauernmühle Wiesenthal), später eine Schleiferei für optisches Glas, jetzt ein Fabrikgebäude. |                          |
| Direkt Bild zu diesem Denkmal hochladen      | Hofrichterův mlýn Wiesenthal                                | Lučany nad Nisou, Podhorská (Karte)                              |                   | ehem. Hofrichterův mlýn (Hofrichter-Mühle Wiesenthal). Glasmühle und Mahlanlage. Nach 1945 verfallen und später abgerissen, jetzt ein kleines Wasserkraftwerk. |                          |
| Direkt Bild zu diesem Denkmal hochladen      | Mühle Bad Schlag                                            | Jablonecké Paseky, Podhorská 19/132 (Karte)                      |                   | ehem. Pasecký mlýn (Mühle Bad Schlag), jetzt Schmuckmanufaktur. |                          |
| Direkt Bild zu diesem Denkmal hochladen      | Feix-Mühle Gablonz                                          | Jablonec nad Nisou, Podhorská 330 (Karte)                        |                   | ehem. Feixův mlýn (Feix-Mühle Gablonz), abgerissen, wüst |                          |
| Direkt Bild zu diesem Denkmal hochladen      | Nickelmühle Neudorf                                         | Nová Ves nad Nisou 31 (Karte)                                    |                   | ehem. Nickelmühle Neudorf an der Neiße, urspr. Getreidemühle am Novoveský potok (Neudorfer Bach oder Gablonzer Neiße), danach bis 1926 eine Glasschleiferei, später Metallbauwerkstatt Kraus. |                          |
| Direkt Bild zu diesem Denkmal hochladen      | Laurich-Mühle Gablonz                                       | Jablonec nad Nisou, Budovatelů 8                                 |                   | ehem. Laurichův mlýn (Laurich-Mühle Gablonz), abgerissen, wüst |                          |
| Direkt Bild zu diesem Denkmal hochladen      | Brandl-Mühle und Sägewerk Gablonz                           | Jablonec nad Nisou, Liberecká                                    |                   | ehem. Brandlův mlýn a pila (Brandl-Mühle und Sägewerk Gablonz), abgerissen, wüst |                          |
| Direkt Bild zu diesem Denkmal hochladen      | Mühle Dörfel                                                | Vesec, OT von Liberec, Lomová 198 (Karte)                        |                   | ehem. Mlýn ve Vesci (Mühle in Reichenberg-Dörfel), jetzt Wohnhaus |                          |
| Direkt Bild zu diesem Denkmal hochladen      | Mühle Dörfel                                                | Vesec, Slovanská 240 (Karte)                                     |                   | ehem. Mlýn ve Vesci (Mühle in Reichenberg-Dörfel) am Luční potok, später ein Fabrikgebäude |                          |
| Direkt Bild zu diesem Denkmal hochladen      | Neumühle Ober Rosenthal                                     | Liberec-Horní Růžodol, Dr. Milady Horákové 32 und 531/90 (Karte) |                   | ehem. Neumühle in Reichenberg, OT Ober Rosenthal, abgerissen und durch andere Gebäude überbaut |                          |
| Direkt Bild zu diesem Denkmal hochladen      | Bärenmühle Gablonz                                          | Jablonec nad Nisou, Lukášovská 4911 (Karte)                      |                   | ehem. Bärenmühle Gablonz (Medvědí mlýn) am Harzdorfer Bach, später zur Spinnerei umgebaut. |                          |
| Direkt Bild zu diesem Denkmal hochladen      | Berger-Mühle Alt Harzdorf                                   | Liberec-Starý Harcov, Ve Slatinách 1 (Karte)                     |                   | ehem. Berger-Mühle Alt Harzdorf (Bergerův mlýn) am Harzdorfer Bach, jetzt Lagergebäude. |                          |
|                                              | Stadtmühle Reichenberg                                      | Liberec, náměstí Soukenné 26/7 (Karte)                           |                   | ehem. Městský mlýn (Stadtmühle Reichenberg) am Harzdorfer Bach (Harcovský potok), 1936 durch den „Palace Nisa“ der Generali-Versicherung des Architekten Friedrich Lehmann ersetzt, jetzt Multifunktionshaus |                          |
| Direkt Bild zu diesem Denkmal hochladen      | Mühle in Rosenthal                                          | Liberec - Růžodol I, Norská 32/42 (Karte)                        |                   | ehem. Mlýn v Růžodole (Mühle in Reichenberg-Rosenthal), jetzt zum Fabrikgebäude umgebaut |                          |
| Direkt Bild zu diesem Denkmal hochladen      | Mühle in Rosenthal                                          | Liberec - Růžodol I, Londýnská 8/102 (Karte)                     |                   | ehem. Mlýn v Růžodole (Mühle in Reichenberg-Rosenthal), umgebaut und gewerblich genutzt |                          |
| Direkt Bild zu diesem Denkmal hochladen      | Mühle Alt Habendorf                                         | Stráž nad Nisou, Londýnská 18 (Karte)                            |                   | ehem. Mlýn u Svárova (Mühle Alt Habendorf), abgerissen, wüst |                          |
| Direkt Bild zu diesem Denkmal hochladen      | Mühle und Spinnerei Kratzau-Engelsberg                      | Andělská Hora, OT von Chrastava, Andělohorská 53 (Karte)         |                   | ehem. Mlýn a přádelna v Andělské Hoře (Mühle und Spinnerei Kratzau-Engelsberg), urspr. Getreidemühle aus der Mitte des 18. Jahrhunderts, ab der zweiten Hälfte des 19. Jahrhunderts eine Spinnerei. |                          |
| Direkt Bild zu diesem Denkmal hochladen      | Mühle Weißkirchen                                           | Bílý Kostel nad Nisou 68 (Karte)                                 |                   | ehem. Mlýn a přádelna v Bílém Kostele (Mühle Weißkirchen) |                          |
| Direkt Bild zu diesem Denkmal hochladen      | Große Mühle Ketten                                          | Chotyně (Karte)                                                  |                   | ehem. Velký chotyňský mlýn (Mühle in Ketten), urspr. eine Ölmühle, ab1846 Getreidemühle, nach 1920 abgerissen, wüst |                          |
| Direkt Bild zu diesem Denkmal hochladen      | Mühle Görsdorf                                              | Loučná, Lidická 92 (Karte)                                       |                   | ehem. Mlýn v Loučné (Mühle Görsdorf) aus der zweiten Hälfte des 19. Jahrhunderts am rechten Ufer der Lausitzer Neiße |                          |
|                                              | Papiermühle Zittau                                          | Zittau, Mühlstraße (Karte)                                       |                   | ehem. Papiermühle an Mandau-Mündung, genaue Lage unklar |                          |
| Weitere Bilder                               | Reißigmühle Zittau                                          | Zittau, Zur Reißigmühle 9 (Karte)                                |                   | ehem. Reißigmühle Zittau |                          |
| Weitere Bilder                               | Neumühle Zittau                                             | Zittau, Chopinstraße (Karte)                                     |                   | ehem. Neumühle Zittau, genaue Lage unklar |                          |
| Direkt Bild zu diesem Denkmal hochladen      | Sägemühle Türchau                                           | Turoszów (Karte)                                                 |                   | ehem. Sägemühle Türchau, jetzt Wasserkraftwerk Turoszów auf polnischer Seite, siehe |                          |
| Weitere Bilder                               | Hirschfelder Mühle; Flachsspinnerei Rosenthal               | Hirschfelde, Flachsspinnereistraße 22; 22a (Karte)               | um 1800           | ehem. Hirschfelder Mühle, später Flachsspinnerei Hirschfelde, urspr. eine Mahlmühle aus dem 18. Jh. Flachsspinnerei mit allen erhaltenen Gebäuden des Haupthofs (Durchfahrt, Hauptbau, Mahlmühle als ältester Bau der Gesamtanlage und Mehl-Magazin, sowie die Schneidemühle am Holzhof, Flachsspinnereistraße 22a, zugehörig auch das Kontor Flachsspinnereistraße 5 und die Magazin Flachsspinnereistraße 20a, sowie die Gebäude von Neißtalweg 1 und Ziehberg 1); einst OT Rosenthal, baugeschichtlich, ortsgeschichtlich und technikgeschichtlich von Bedeutung, größtenteils Gründerzeitbauten mit neogotischen Anklängen.             | 09272867                 |
| Weitere Bilder                               | Klostermühle St. Marienthal                                 | Ostritz, Kloster St. Marienthal (Karte)                          | 2. Hälfte 17. Jh. | ehem. Klostermühle St. Marienthal, Sägemühle, jetzt Schau-Sägewerk; Einzeldenkmale der Sachgesamtheit Kloster St. Marienthal: Klosteranlage mit Abtei- und Konventgebäude mit Ausstattung incl. Klosterbibliothek, Mühle (Nr. 11) auf dem Klosterareal; Zisterzienserinnenabtei Klosterstift St. Marienthal seit 1235, prachtvolle barocke Klosteranlage, gotische Kirche, eine der bedeutendsten Klosteranlagen Sachsens, baugeschichtlich, landesgeschichtlich, künstlerisch und kunstgeschichtlich von Bedeutung. | 09228197                 |
|                                              | Alte Stadtmühle Ostritz                                     | Ostritz, Blumberger Weg 1 (Karte)                                | 1834              | ehem. Alte Stadtmühle Ostritz (auch Klostermühle in der Altstadt); Wassermühle, Mühlengebäude, stattlicher, leicht abgewinkelter Bau mit Krüppelwalmdach, Steintafel über Türstock, hier Äbtissinnenstab mit den Insignien »M.Z.-A.M.« und »1834«, Zeugnis der städtischen und klösterlichen Versorgung, ortsgeschichtlich, technikgeschichtlich und baugeschichtlich von Bedeutung. | 09226945                 |
|                                              | Lohmühle Ostritz                                            | Ostritz, Antonstraße (Karte)                                     |                   | ehem. Lohmühle Ostritz, genaue Lage unklar |                          |
| Direkt Bild zu diesem Denkmal hochladen      | Grunauer Mühle                                              | Krzewina (Karte)                                                 |                   | ehem. Grunauer Mühle, auf polnischer Seite, abgerissen, wüst, siehe |                          |
| Weitere Bilder                               | Apelt-Mühle Leuba                                           | Leuba, Hauptstraße (Karte)                                       |                   | ehem. Apelt-Mühle Leuba |                          |
| Weitere Bilder                               | Wassermühle Deutsch Ossig                                   | Deutsch Ossig (Karte)                                            |                   | ehem. Wassermühle Deutsch Ossig, abgerissen, wüst, genaue Lage unklar |                          |
| Direkt Bild zu diesem Denkmal hochladen      | Mühle Köslitz                                               | Koźlice (Karte)                                                  |                   | ehem. Mühle Köslitz auf der poln. Seite von Deutsch Ossig, abgerissen, wüst |                          |
| Weitere Bilder                               | Tuchfabrik Hossner; Schmidtmühle Görlitz                    | Görlitz-Weinhübel, Seidenberger Straße 29; 30 (Karte)            | 1880              | urspr. Schmidtmühle bis 1850, später Tuchfabrik Hossner, abgerissen, wüst; Tuchfabrik mit bestehenden Gebäuden: Wohnhaus, Färberei (Nr. 30), Fabrikgebäude mit Kraftraum und ein Nebengebäude (Nr. 29), der Mühlgraben mit beidseitigen Natursteinmauern, als Rest des Schützen die befestigte Sohle, in der Neiße das Überfallwehr aus Granit; Fabrik hervorgegangen aus einer Mühle, auch als Schmidtmühle bezeichnet. Gebäude: Putzbauten mit Klinkerarchitekturelementen, baugeschichtlich, ortsgeschichtlich und technikgeschichtlich von Bedeutung.                                                                                   | 09280103                 |
| Weitere Bilder                               | Obermühle Görlitz (Walk- und Papiermühle)                   | Görlitz, An der Obermühle 4 (Karte)                              | 18. Jh. / 19. Jh. | ehem. Obermühle Görlitz; Mühlenanlage der Tuchmacher mit allen Gebäuden südlich der Mühlgrabens, dabei der lange zusammengesetzte nördliche Bau und der flussseitige kleinere Bau mit Hechtgaupen, der Mühlgraben mit Schütz und Wehr; die Mühle umfasste bis zum Brand 1830 eine Walkmühle und eine Papiermühle, sie hatte einen Kupferhammer (1750 im Plan eingezeichnet), zum Tuchmacher-Mittel gehörte An der Obermühle 6, ortsgeschichtlich und technikgeschichtlich von Bedeutung. | 09282503                 |
| Weitere Bilder                               | Obermühle Görlitz (Mahlmühle)                               | Görlitz, An der Obermühle 5; 6 (Karte)                           | 1832              | ehem. Obermühle Görlitz; Mühlenanlage mit allen Gebäuden nördlich des Mühlgrabens; ab 1879 Roggen- und Weizenmühle Schreiber, dabei der lange zusammengesetzte südliche Bau mit dem damit verbundenen kleineren hofbildenden nördlichen Bau, der Schütz über den Mühlgraben mit dem Bau darüber, das Brauhaus als westlichster Bau, das Haus mit Krüppelwalmdach (Nr. 6) mit Tafel „Erbauet von dem Gewerk der Tuchmacher 1832“ gehört zur Tuchmacher-Mühle An der Obermühle 4, und die Mauer entlang des Weges, zeitweise Apeltsche Mühle, alles ehemals Grundstück 800, regionalgeschichtlich und wirtschaftsgeschichtlich von Bedeutung. | 09281065                 |
|                                              | Haferschälmühle Görlitz                                     | Görlitz, Uferstraße 32 (Karte)                                   |                   | ehem. Haferschälmühle Görlitz, jetzt eine Pension |                          |
| Weitere Bilder                               | Dreiradenmühle Görlitz                                      | Zgorzelec, Wrocławska 3 (Karte)                                  |                   | ehem. Dreiradenmühle Görlitz, auf polnischer Seite, unter Denkmalschutz (Nummer 1343/J vom 02.09.1998) | Wikidata-Objekt anzeigen |
| Weitere Bilder                               | Vierradenmühle Görlitz                                      | Görlitz, Hotherstraße 20-21 (Karte)                              | 1699 / 1928       | ehem. Vierradenmühle Görlitz, jetzt zur Stromerzeugung genutzt; Turbinenhaus als Nachfolgebau der von 1699 bis 1928 bestehenden Vierradenmühle, mit Kaplanturbine und dem Wehr mit allen Wehranlagen, polygonales Bollwerk zwischen Fluss und Mühlgraben, mit Umgang und Mole; Wehr geht naturgemäß über den gesamten Fluss, baugeschichtlich, ortsgeschichtlich und technikgeschichtlich von Bedeutung. | 09284986                 |
| Weitere Bilder                               | Pulvermühle; Tuchfabrik Bergmann & Krause Görlitz           | Görlitz, Grüner Graben 20 (Karte)                                | 1880              | ehem. Pulvermühle, ab 1832 Spinnerei Gebr. Bergmann & Krause, ab 1878 Volltuchfabrik Krause & Söhne, später Lausitzer Volltuchwerke. Zwei Fabrikgebäude einer Tuchfabrik mit überbauter Durchfahrt, ein Wohnhaus mit Giebel zum Grünen Graben, ein Schornstein sowie alle Einfriedungsmauern aus Ziegel-, Bruchstein- und zyklopisch versetztem Mauerwerk; Anlehnung an Schinkelsche Neugotik, baugeschichtlich, ortsgeschichtlich und technikgeschichtlich von Bedeutung. | 09282780                 |
| Weitere Bilder                               | Teichmühle Görlitz                                          | Görlitz, Kleine Wallstraße 4; 4a; 4b; 5; 5b; 5c; 5d (Karte)      | 1856              | ehem. Teichmühle Görlitz, später Wollspinnerei Bergmann und Krause; Teichmühle, später Wollspinnerei mit allen bestehenden Bauten; Rothenburger Straße 57 großes Fabrikgebäude mit angebauten Treppenhaus, daran nördlich angebaut Kleine Wallstraße 5 Wohnhaus, später Bürogebäude, Kleine Wallstraße 4 Wohnhaus, später neues Fabrikgebäude mit zeittypischen Fensterbändern der 1920er Jahre, ortsgeschichtlich und wirtschaftsgeschichtlich von Bedeutung. | 09282763                 |
| Weitere Bilder                               | Kunstmühle Ludwigsdorf                                      | Görlitz-Ludwigsdorf, Neißetalstraße 33 (Karte)                   | 1858/59           | ehem. Kunstmühle oder Pohl-Mühle Ludwigsdorf, Getreidemühle, jetzt Veranstaltungszentrum; zwei Mühlengebäude mit Verbindungsgang, Wasserrad und Mühlentechnik, Nebengebäude, Mühlgraben, Schütz, Wehr und Zufahrtsbrücke; im an der Straße gelegenen Hauptbau der überwiegende Teil der 1930 installierten Mühlentechnik noch erhalten, beeindruckendes Ensemble einer Wassermühle mit Außenanlagen und Technik, baugeschichtlich, ortsgeschichtlich und technikgeschichtlich von Bedeutung. | 09269594                 |
| Direkt Bild zu diesem Denkmal hochladen      | Gutsmühle Penzig                                            | Pieńsk, Łużycka 11a (Karte)                                      |                   | ehem. Gutsmühle Penzig, jetzt Klein-Wasserkraftwerk Yesta (Pieńsk) auf polnischer Seite, siehe |                          |
| Direkt Bild zu diesem Denkmal hochladen      | Niedermühle Penzig                                          | Pieńsk, Młyńska 1 (Karte)                                        |                   | ehem. Niedermühle bzw. Schreiber-Mühle Penzig, jetzt Klein-Wasserkraftwerk Mała Elektrownia Wodna Młynówka (Pieńsk) auf polnischer Seite, siehe |                          |
|                                              | Schneidemühle Nieder-Neuendorf                              | Nieder-Neundorf, Fabrikweg (Karte)                               |                   | ehem. Schneidemühle Nieder-Neuendorf, später Holzschleiferei sowie Holzstoff- und Lederpappenfabrik, jetzt Wasserkraftwerk Nieder-Neundorf |                          |
|                                              | Winklermühle Rothenburg                                     | Rothenburg/O.L., Görlitzer Straße 62 (Karte)                     |                   | ehem. Winklersche Mühle Rothenburg, Sägemühle |                          |
| Direkt Bild zu diesem Denkmal hochladen      | Mühle Rothenburg                                            | Rothenburg/O.L., Mühlgasse 2 (Karte)                             | 2. Hälfte 19. Jh. | ehem. Mühle Rothenburg; Haupt- und angebautes Nebengebäude eines Mühlenanwesens, verbunden durch Torbogen; einfache Putzbauten, von ortshistorischer Bedeutung. | 08975315                 |
| Direkt Bild zu diesem Denkmal hochladen      | Mühle Rothenburg                                            | Rothenburg/O.L., Mühlgasse 3 (Karte)                             |                   | ehem. Mühle Rothenburg, genaue Lage unklar |                          |
| Direkt Bild zu diesem Denkmal hochladen      | Bremenwerk Lodenau                                          | Lodenau, Bremenwerk 15 (Karte)                                   | um 1910           | ehem. Mühle, Bremenwerk Lodenau; Wasserwerksgebäude und Reste des alten Wehrs; Gebäude im Reformstil der Zeit um 1910, baugeschichtlich und technikgeschichtlich von Bedeutung, siehe | 08975302                 |
|                                              | Pappenfabrik Lodenau                                        | Lodenau, Hauptstraße 40 (Karte)                                  | um 1910           | ehem. Mühle, später Holzstoff- und Lederpappenfabrik, jetzt Wasserkraftwerk; Turbinenhaus und Produktionsgebäude mit Turm der Pappenfabrik; Ziegelgebäude, Produktionsgebäude mit Einflüssen der Neuen Sachlichkeit der 1920er Jahre, baugeschichtlich und ortsgeschichtlich von Bedeutung. | 08975626                 |
| Direkt Bild zu diesem Denkmal hochladen      | Mühle Zoblitz                                               | Sobolice 22 (Karte)                                              |                   | ehem. Mühle Zoblitz, jetzt Wasserkraftwerk Elektrownia Wodna Sobolice auf polnischer Seite, siehe |                          |
| Weitere Bilder                               | Wassermühle Steinbach                                       | Steinbach, Mühlenweg 6 (Karte)                                   |                   | ehem. Wassermühle Steinbach, abgerissen, wüst |                          |
|                                              | Wassermühle Klein Priebus                                   | Klein Priebus (Karte)                                            |                   | ehem. Wassermühle Klein Priebus (wüst) |                          |
| Direkt Bild zu diesem Denkmal hochladen      | Mühle Buchwalde                                             | Bucze (Karte)                                                    |                   | ehem. Mühle Buchwalde, jetzt Wasserkraftwerk Elektrownia Wodna Bukówka auf polnischer Seite, siehe |                          |
| Direkt Bild zu diesem Denkmal hochladen      | Wassermühle Podrosche                                       | Podrosche (Karte)                                                |                   | ehem. Wassermühle Podrosche, genaue Lage unklar |                          |
| Direkt Bild zu diesem Denkmal hochladen      | Wassermühle Priebus                                         | Przewóz (Karte)                                                  |                   | ehem. Wassermühle Priebus, auf polnischer Seite, genaue Lage unklar |                          |
| Weitere Bilder                               | Mühle Pechern                                               | Pechern, Dorfstraße 100 (Karte)                                  | Ende 19. Jh.      | ehem. Kleine Mühle Pechern; Mühlengebäude mit technischer Ausstattung, Wohnhaus und ehem. Mühlgraben; baugeschichtlich, ortsgeschichtlich und technikgeschichtlich von Bedeutung. | 09276504                 |
|                                              | Neißemühle Pechern                                          | Przysieka, OT von Gmina Przewóz (Karte)                          |                   | ehem. Neißemühle und Hammerwerk Pechern, später Hammerschenke Lichtenberg und das Elektrizitätswerk des Grafen Arnim-Muskau, jetzt Wasserkraftwerk Elektrownia Wodna Przysieka, auf polnischer Seite |                          |
| Weitere Bilder                               | Brettmühle Sagar                                            | Sagar, Skerbersdorfer Straße 68 (Karte)                          |                   | urspr. Brettmühle, um 1880 mit Dampfmaschine ausgestattet, jetzt Sägemühle und Handwerk- und Gewerbe-Museum am Mühlgraben Sagar; Dampfmaschine mit großem Schwungrad und Fliehkraftregler; technikgeschichtlich von Bedeutung. | Wikidata-Objekt anzeigen |
| Weitere Bilder                               | Gräflich Arnimsche Sägemühle Keula                          | Krauschwitz, Amselweg 15 (?) (Karte)                             |                   | ehem. Mühle, später Gräflich Arnimsche Sägemühle Keula in Krauschwitz, Amselweg, genaue Lage unklar. |                          |
| Weitere Bilder                               | Obermühle Krauschwitz                                       | Krauschwitz, Obermühle 11-17 (Karte)                             | um 1900           | ehem. Krauschwitzer Obermühle an der Legnitzka; Einzeldenkmale der Sachgesamtheit Obermühle: Wohnmühlenhaus und Mahlgebäude (Nr. 13), Speicher mit Ställen und Wohnraum, mit Holzgalerie (Nr. 11), sog. Neuer Speicher (Nr. 15) sowie Kornspeicher (sog. Alter Speicher) und Remise (Nr. 17) eines Mühlenanwesens, dazu ein Wehr, drei Brücken und das Hofpflaster (siehe auch Sachgesamtheitsliste Obj. 09307478); baugeschichtlich und ortsgeschichtlich von Bedeutung. | 09277134                 |
| Weitere Bilder                               | Friedensmühle Muskau                                        | Bad Muskau, Friedensmühle (Karte)                                |                   | ehem. Friedensmühle Bad Muskau an der Legnitzka, 2014 abgerissen (wüst) |                          |
| Weitere Bilder                               | Neißmühle; Papiermühle Muskau                               | Bad Muskau (Karte)                                               | 1742              | ehem. Neißmühle Muskau (1742) am Schlosspark, später Bad Muskauer Papierfabrik Graf Arnim, 1883 gegr. |                          |
| Weitere Bilder                               | Kleine-Mühle; Sellmühle Köbeln                              | Bad Muskau, Mühlenweg 1 (Karte)                                  | 19. Jh.           | ehem. Mühle; Mühlengebäude mit Resten der technischen Ausstattung, Mühlrad sowie Seitengebäude und Mühlgraben; baugeschichtlich und technikgeschichtlich von Bedeutung. | 09285371                 |
| Weitere Bilder                               | Papiermühle Köbeln                                          | Bad Muskau, Forster Straße 8-10 (Karte)                          | um 1925           | ehem. Papiermühle und Papierfabrik Köbeln, am Mühlenbach oder Föhrenfließ, 1732 gegr. von Gottfried Fischer; Verwaltungsgebäude der Papierfabrik und Schüttungsturm oder Späneturm (ID-Nr. 09300384); baugeschichtlich und ortsgeschichtlich von Bedeutung. | 09288163                 |
| Weitere Bilder                               | Wassermühle Groß Särchen; Kartonpapierfabriken Groß Särchen | Żarki Wielkie (Karte)                                            | 1895              | ehem. Wassermühle Groß Särchen, Mahlmühle, 1896 durch Brand zerstört, von 1895 bis 1945 Kartonpapierfabriken Groß Särchen (KAPAG), jetzt Wasserkraftwerk Elektrownia Wodna Żarki Wielkie | Wikidata-Objekt anzeigen |
| Direkt Bild zu diesem Denkmal hochladen      | Neißmühle Zelz                                              | Siedlec (Karte)                                                  |                   | ehem. Wassermühle in Zelz, jetzt Wasserkraftwerk Elektrownia Wodna Zielisko auf polnischer Seite, siehe |                          |
| Direkt Bild zu diesem Denkmal hochladen      | Vordermühle Triebel                                         | Trzebiel, Młyńska 3 (Karte)                                      |                   | ehem. Vordermühle in Triebel (Trzebiel in Polen) am Laubach (Trzebna) |                          |
| Direkt Bild zu diesem Denkmal hochladen      | Hintermühle Triebel                                         | Trzebiel, Juliusza Słowackiego 17 (Karte)                        |                   | ehem. Hintermühle in Triebel (Trzebiel in Polen) am Laubach (Trzebna) |                          |
| Direkt Bild zu diesem Denkmal hochladen      | Neißmühle; Neißehammer Scheuno                              | Zasieki, OT Brożek (Karte)                                       |                   | ehem. Neißmühle; Neißehammer Scheuno, jetzt Wasserkraftwerk Elektrownia Wodna Zasieki auf polnischer Seite, siehe auch |                          |
| Direkt Bild zu diesem Denkmal hochladen      | Lohmühle Forst                                              | Forst/Lausitz (Karte)                                            |                   | ehem. Lohmühle Forst am früheren Lohmühlgraben, 1866 abgebrannt, 1915 abgetragen, wüst, genaue Lage unklar |                          |
| Weitere Bilder                               | Stadtmühle Forst                                            | Forst/Lausitz, Mühlenstraße 25 (Karte)                           | 1920              | ehem. Stadtmühle Forst, Baudenkmal Brandenburg Id=09125965 Am Forster Mühlgraben gab es weitere Mühlen (u. a. Große Mühle, Kleine Mühle, Walkmühle und Brettmühle), die im Rahmen der Industrialisierung im 19. Jh. zu Tuchfabriken umgebaut wurden. |                          |

## Liste von Mühlen an Zuflüssen der Lausitzer Neiße
Die Liste der ehemaligen Mühlen an den Zuflüssen ist entsprechend der örtlichen Lage von der Quelle bis zur Mündung gegliedert.
| Mühlen am Eckartsbach                       |                                          |                                                             |                   | |                          |
| Direkt Bild zu diesem Denkmal hochladen     | Obermühle Oberseifersdorf                | Oberseifersdorf, Am Eckartsbach (Karte)                     |                   | ehem. Obermühle Oberseifersdorf am Eckartsbach, genaue Lage unklar |                          |
|                                             | Niedermühle Oberseifersdorf              | Oberseifersdorf, Feldweg (Karte)                            |                   | ehem. Niedermühle (auch Krokermühle) Oberseifersdorf am Eckartsbach, genaue Lage unklar |                          |
|                                             | Schleemühle Eckartsberg                  | Eckartsberg, Zum Steinbruch 7 (Karte)                       |                   | ehem. Schleemühle Eckartsberg am Eckartsbach, genaue Lage unklar |                          |
| Direkt Bild zu diesem Denkmal hochladen     | Meinelmühle Wittgendorf                  | Wittgendorf, Hauptstraße 16 (Karte)                         |                   | ehem. Meinelmühle Wittgendorf am Wittgendorfer Wasser, jetzt Keramikwerkstatt; Mühlenwohnhaus (mit Seitenflügel) und Wirtschaftsgebäude sowie ehemalige Teichanlage, dazu eine einzeln stehende Scheune; Teichanlage mit altem Baumbestand, baugeschichtlich, technikgeschichtlich und ortsgeschichtlich von Bedeutung, das Wohnhaus ein Fachwerkbau, die Mühleneinrichtung vollständig erhalten (bis in 1960er Jahre betrieben), später Bäckerei. | 09272130                 |
| Direkt Bild zu diesem Denkmal hochladen     | Obermühle Burkersdorf                    | Burkersdorf, Teichstraße 1 (Karte)                          |                   | ehem. Obermühle (auch Hofemühle) Burkersdorf am Kemmlitzbach unterhalb des Hofteichs, genaue Lage unklar |                          |
|                                             | Niedermühle Burkersdorf                  | Burkersdorf, Dorfstraße (Karte)                             |                   | ehem. Mühle Burkersdorf, südlich der Kirche am Mühlteich, urspr. Mahlmühle, später Sägemühle, genaue Lage unklar |                          |
| Weitere Bilder                              | Schlegler Mühle                          | Schlegel, Dittelsdorfer Straße 11 (Karte)                   |                   | ehem. Schlegler Mühle am Kemmlitzbach, später Ausflugsgaststätte, seit 2010 geschlossen |                          |
| Mühlen an der Wittig (Smědá)                |                                          |                                                             |                   | |                          |
| Direkt Bild zu diesem Denkmal hochladen     | Wildner-Mühle Weißbach                   | Bílý Potok pod Smrkem (Karte)                               |                   | ehem. Wildnerův mlýn in Bílý Potok (Wildner-Mühle Weißbach) an der Wittig (Smědá), Getreidemühle, nach 1945 verfallen und abgerissen, wüst |                          |
|                                             | Sägemühle Weißbach                       | Bílý Potok pod Smrkem 278 (Karte)                           |                   | ehem. Mlýn, pila a trhárna bavlny in Bílý Potok (Sägemühle Weißbach), ursprünglich eine Getreidemühle aus der Mitte des 19. Jahrhunderts, später Baumwollverarbeitungsfabrik. |                          |
|                                             | Alte Mühle Weißbach                      | Bílý Potok pod Smrkem 1 (Karte)                             |                   | ehem. Starý mlýn in Bílý Potok (Alte Mühle Weißbach). Die Mühle wurde um 1850 erbaut und ist in einem desolaten Zustand, einer der drei Teile ist abgebrannt. Umbau zum Hotel und Informationszentrum geplant. |                          |
|                                             | Neue Mühle Haindorf                      | Hejnice, P. Bezruče 260 (Karte)                             |                   | ehem. Nový mlýn in Hejnice (Neue Mühle Haindorf); Die Mühle wurde in der Mitte des 19. Jahrhunderts erbaut, baulich noch erhalten, östlich der Wallfahrtskirche |                          |
|                                             | Scholz-Mühle Haindorf                    | Hejnice, Jizerská 5 (Karte)                                 |                   | ehem. Šolcův mlýn in Hejnice (Scholz-Mühle Haindorf), später wurde eine Spinnerei errichtet, östlich der Wallfahrtskirche |                          |
| Direkt Bild zu diesem Denkmal hochladen     | Mühle Ferdinandsthal                     | Ferdinandov 454, OT von Hejnice (Karte)                     |                   | ehem. Ferdinandsthaler Mühle an der Schwarzen Stolpich - Ferdinandovský mlýn am Černý Štolpich, vom Ende des 19. Jahrhunderts |                          |
| Weitere Bilder                              | Mühle Mildeneichen                       | Lužec pod Smrkem, Hejnická 747 (Karte)                      |                   | ehem. Mühle in Mildeneichen; später Textilfabrik. |                          |
|                                             | Mühle Mildeneichen                       | Lužec pod Smrkem, Hejnická 319 (Karte)                      |                   | ehem. Lužecký mlýn (Mühle Mildeneichen); Eine große, baulich erhaltene Mühle, heute Autoservice, etwa 600 m nordwestlich der Kapelle |                          |
| Weitere Bilder                              | Automatische Mühle Mildenau              | Raspenava, Luhová 103 (Karte)                               | 1835              | ehem. Automatický mlýn Luh (Automatische Mühle Mildenau); im Jahr 1835 in Raspenau (Gemarkung Mildenau) von Josef Menzel errichtet, 1898 abgebrannt, 1909 von Josef Wöhl umgebaut (Einbau einer Turbine), seit 1917 war Rudolf Wöhl Eigentümer, der ab 1920 Erweiterungsbauten aus Stahlbeton errichten ließ. Lage: etwa 300 m nördlich der Kirche Mariä Himmelfahrt                                                                               | Wikidata-Objekt anzeigen |
| Weitere Bilder                              | Niedermühle Schönwald                    | Krásný Les 14 (Karte)                                       |                   | ehem. Niedermühle Krásný Les an der Řasnice (Rasnitz), jetzt privates Wohnhaus mit der Kunstinstallation „Astronomische Uhr“ |                          |
| Weitere Bilder                              | Mühle Friedland                          | Frýdlant, Hejnická (Karte)                                  |                   | ehem. Mühle in Friedland in Böhmen an der Wittig (Smědá); Mühlgraben und Wehr (Jez Frýdlant) noch vorhanden. | Wikidata-Objekt anzeigen |
| Weitere Bilder                              | Schlossmühle Friedland                   | Frýdlant, Hejnická 4022 (Karte)                             |                   | ehem. Zámecký mlýn (Schlossmühle Friedland), ab 1916 in eine Schuhfabrik umgewandelt. | Wikidata-Objekt anzeigen |
|                                             | Görlach-Mühle Friedland                  | Frýdlant, Vrchlického 471 (Karte)                           |                   | ehem. Görlachův mlýn (Görlach-Mühle Friedland), ein Teil des Gebäudes wurde abgerissen. |                          |
|                                             | Knochen- und Getreidemühle Friedland     | Frýdlant, Hejnická 608 (Karte)                              |                   | ehem. Kostní a obilní mlýn (Knochen- und Getreidemühle Friedland); urspr. eine Gerberei, 1840 eine Knochenmühle, 1919 zur Getreidemühle umgebaut, jetzt Wohnhaus. |                          |
|                                             | Höllenmühle Friedland                    | Frýdlant, Úzká 522 (Karte)                                  |                   | ehem. Pekelský mlýn (Höllenmühle), später eine Textilfabrik |                          |
| Direkt Bild zu diesem Denkmal hochladen     | MVE Harta Friedland                      | Frýdlant, Kodešova 894 (Karte)                              |                   | keine Mühle, ehem. Elektrizitätswerk an der Harthe, jetzt Kleinwasserkraftwerk (MVE Harta) mit unterirdischem Wasserzulauf durch das Harta-Massiv |                          |
|                                             | Kunnersdorfer Mühle                      | Kunratice 100 (Karte)                                       |                   | ehem. Kunnersdorfer Mühle - Kunratický mlýn am Kunratický potok (Kunnersdorfer Bach), urspr. Teil des Landwirtschaftshofs Nr. 1 |                          |
| Weitere Bilder                              | Mühle und Säge Neudörfel                 | Víska 6 (Karte)                                             |                   | ehem. Mlýn a pila ve Vísce (Mühle und Säge Neudörfel); Mühle mit Säge, 1885 von den J. Krause-Erben zur mechanischen Weberei umgebaut, später Teil der Firma Hermann Pollack's Söhne Wien, jetzt Teil des Kulturzentrums. Das Gebiet gehörte bis 1848 zu Sachsen. |                          |
| Weitere Bilder                              | Mühle und Säge Wustung                   | Poustka 78 (Karte)                                          |                   | ehem. Mlýn a pila v Poustce (Mühle und Säge Wustung); Mühle mit Säge, 1887 zur Garnfabrik und Färberei umgebaut, Teilbetrieb der Flachsspinnerei Hirschfelde H. C. Müller in Hirschfelde. |                          |
|                                             | Mühle und Säge Weigsdorf                 | Višňová u Frýdlantu 69 (Karte)                              |                   | ehem. Mlýn a pila ve Višňové (Mühle und Säge Weigsdorf); Mühlenanwesen mit einer Turbine zur Stromherstellung |                          |
| Weitere Bilder                              | Studniční-Mühle Wiese                    | Ves 1 (Karte)                                               |                   | ehem. Studničného mlýn (Mühle von Josef Studnitschni); urspr. eine Ölmühle, 1910 zur Stärkefabrik umgebaut. Im Jahr 1930 war Josef Studnitschni der Betreiber der Mühle und Stärkefabrik. |                          |
| Direkt Bild zu diesem Denkmal hochladen     | Nietzsche-Mühle Nieda                    | Niedów (Karte)                                              |                   | ehem. Nietzsche-Mühle in Niedów (Nieda), ab 1910 Elektrizitätswerk, um 1960 abgerissen, jetzt im Stauraum des Witka-Stausees |                          |
| Weitere Bilder                              | Stiftsmühle Radmeritz                    | Radomierzyce 73 (Karte)                                     | 1700              | ehem. Stiftsmühle Radomierzyce (Stiftsmühle des Stift Joachimstein in Radmeritz), später Sägewerk, unter Denkmalschutz (Nummer A/542/05 vom 5.07.2005) | Wikidata-Objekt anzeigen |
| Mühlen an der Pließnitz und ihren Zuflüssen |                                          |                                                             |                   | |                          |
| Direkt Bild zu diesem Denkmal hochladen     | Obermühle oder Hempelmühle Ruppersdorf   | Ruppersdorf/O.L., Untere Dorfstraße 19 (Karte)              | 2. Hälfte 19. Jh. | ehem. Hempelmühle Ruppersdorf am Ruppersdorfer Wasser; Wohnhaus und Mahlgebäude einer Mühle über winkligem Grundriss, östliches Nebengebäude sowie Einfriedung, Mühlstein und Pumpenhäuschen; Hanglage, Mühle verputzt, Mahlgebäude Ziegelmauerwerk, hölzernes Pumpenhäuschen, baugeschichtlich und ortsgeschichtlich von Bedeutung. | 09226501                 |
|                                             | Schlossmühle Ruppersdorf                 | Ruppersdorf/O.L., Untere Dorfstraße 67 (Karte)              | 18. Jh.           | ehem. Schlossmühle (auch Vordermühle) Ruppersdorf am Ruppersdorfer Wasser; Wassermühle mit Wohnhaus, Seitengebäude und Mühlgraben; breitgelagerter Putzbau mit hohem Krüppelwalmdach, baugeschichtlich und ortsgeschichtlich von Bedeutung. | 09226515                 |
| Direkt Bild zu diesem Denkmal hochladen     | Wiesenmühle; Elßnermühle Ruppersdorf     | Ruppersdorf/O.L., Großhennersdorfer Straße 30 (Karte)       | 1830              | ehem. Wiesenmühle oder Elßnermühle Ruppersdorf am Petersbach; Wohnhaus mit Anbau und Scheune einer Wassermühle; baugeschichtlich und technikgeschichtlich von Bedeutung. | 09226451                 |
| Weitere Bilder                              | Eulmühle Euldorf                         | Euldorf, Am Stausee 12 (Karte)                              |                   | ehem. Eulmühle Euldorf am Petersbach; Wohnstallhaus (Umgebinde), Scheune und gusseiserner Dreschgöpel eines Bauernhofes; Wohnstallhaus Obergeschoss Fachwerk, trotz Veränderungen zum Teil im ursprünglichen Aussehen erhaltener Bestandteil der Originalbebauung des Sprengels Euldorf, Dreschgöpel hinter der Scheune gelegen, baugeschichtlich, wirtschaftsgeschichtlich und technikgeschichtlich von Bedeutung.                                | 08960982                 |
|                                             | Obermühle Strahwalde                     | Strahwalde, Kemnitzer Straße 6 (Karte)                      |                   | ehem. Obermühle Strahwalde am Berthelsdorfer Wasser (Hofeteich) |                          |
| Weitere Bilder                              | Michelmühle Strahwalde                   | Strahwalde. Purzelgasse 1 (Karte)                           |                   | ehem. Michelmühle Strahwalde am Michelteich |                          |
| Weitere Bilder                              | Niedere Mühle Strahwalde                 | Strahwalde, Berthelsdorfer Straße 41 (Karte)                |                   | ehem. Niedere Mühle oder Belgermühle Strahwalde unterhalb der Belgerteiche, am Berthelsdorfer Wasser; Mühlteich, Überfallwehr und zwei Mühlsteine der Niederen Mühle sowie Granittrog; technikgeschichtlich von Bedeutung. | 08960762                 |
|                                             | Lohmühle Lichter                         | Berthelsdorf, Obere Dorfstraße 4 (Karte)                    |                   | urspr. Lohmühle Lichter, später Cichorienmühle von Paul Trinks; Wohnhaus; Obergeschoss Fachwerk, markanter Dachüberstand, ehemals Vorlaube vor der Hälfte der Hofseite, in Konstruktion sonst weitgehend erhalten, baugeschichtlich und hausgeschichtlich von Bedeutung. | 08960797                 |
| Weitere Bilder                              | Wassermühle Berthelsdorf                 | Berthelsdorf, Hauptstraße 38 (Karte)                        |                   | ehem. Wassermühle Berthelsdorf, später Leinenweberei Paul, 2010 abgerissen, genaue Lage unklar |                          |
| Direkt Bild zu diesem Denkmal hochladen     | Ölmühle Berthelsdorf                     | Berthelsdorf, Hauptstraße 33 (Karte)                        |                   | ehem. Ölmühle Berthelsdorf, später Lohmühle Rohland |                          |
| Weitere Bilder                              | Obermühle Berthelsdorf                   | Berthelsdorf, Hauptstraße 14a, 35 (Karte)                   | 1839              | ehem. Obermühle Berthelsdorf am Berthelsdorfer Wasser, Nr. 35 abgerissen im Februar 2018; Wassermühlenanwesen mit Wohnhaus (Umgebinde) über Hakengrundriss, Gartenlaube und schmiedeeiserner Einfriedung sowie gegenüberliegendem Mühlengebäude (Nr. 14a) mit Esse, vorhandenem Wasserbau und Technik, baugeschichtlich und ortsgeschichtlich bedeutendes Ensemble.                                                                                | 08960828                 |
| Direkt Bild zu diesem Denkmal hochladen     | Lohmühle Hahn Berthelsdorf               | Berthelsdorf, Hauptstraße 24 (Karte)                        |                   | ehem. Lohmühle Berthelsdorf |                          |
| Weitere Bilder                              | Knochenmühle Tschupke Berthelsdorf       | Berthelsdorf, Hauptstraße 44 (Karte)                        | 1. Hälfte 19. Jh. | ehem. Knochenmühle Tschupke Berthelsdorf; Wohnhaus (Umgebinde); Obergeschoss Fachwerk, baugeschichtlich und straßenbildprägend von Bedeutung. | 08960820                 |
| Direkt Bild zu diesem Denkmal hochladen     | Lohmühle Berthold 1 Berthelsdorf         | Berthelsdorf, Hauptstraße 77 (Karte)                        |                   | ehem. Lohmühle Berthelsdorf; Wohnhaus mit angebautem Wirtschaftsteil; geprägt durch Krüppelmansarddach, auf Pfeilern ruhender Vorbau mit Satteldach, ehemals Ortsbehörde, bildet den Abschluss der um 1750 angelegten Herrnhuter Allee, baugeschichtlich, ortsgeschichtlich und straßenbildprägend von Bedeutung. | 08960822                 |
| Direkt Bild zu diesem Denkmal hochladen     | Mittelmühle Berthelsdorf                 | Berthelsdorf, Hauptstraße 99 (Karte)                        |                   | ehem. Mittelmühle (auch Haschkemühle) Berthelsdorf |                          |
| Direkt Bild zu diesem Denkmal hochladen     | Lohmühle Berthold 2 Berthelsdorf         | Berthelsdorf, Hauptstraße 103 (Karte)                       | 19. Jh.           | ehem. Lohmühle Berthelsdorf; unter Denkmalschutz steht nur: Darre einer Gerberei; regional singulärer Bau, baugeschichtlich und technikgeschichtlich von Bedeutung. | 08960859                 |
| Weitere Bilder                              | Niedermühle Berthelsdorf                 | Berthelsdorf, Hauptstraße 118 (Karte)                       | Anfang 19. Jh.    | ehem. Niedermühle Berthelsdorf am Berthelsdorfer Wasser, später Sägewerk Bittrich; Wohnmühlenhaus, Mühlteich, Zulauf und Wehr (bei Nr. 113) der ehemaligen Mühle; Wohnmühlenhaus Obergeschoss Fachwerk, baugeschichtlich und ortsgeschichtlich von Bedeutung. | 08960889                 |
| Weitere Bilder                              | Neumühle Gustav Ritter Rennersdorf       | Rennersdorf/O.L., Am Eichler 3 (Karte)                      | 1881              | ehem. Neumühle oder Rittermühle Rennersdorf am Petersbach; Mahlgebäude, Seitengebäude und Wohnhaus eines Mühlenanwesens; baugeschichtlich, ortsgeschichtlich und technikgeschichtlich von Bedeutung. | 08960924                 |
| Direkt Bild zu diesem Denkmal hochladen     | Obermühle Rennersdorf                    | Rennersdorf/O.L., Hauptstraße 1 (Karte)                     | 19. Jh.           | ehem. Obermühle Rennersdorf am Berthelsdorfer Wasser; Mühle mit Wohnhaus, Seitengebäude und Wehr; Wohnhaus Obergeschoss Fachwerk, im ursprünglichen Aussehen erhalten, baugeschichtlich, ortsgeschichtlich und straßenbildprägend von Bedeutung. | 08960883                 |
| Weitere Bilder                              | Schmidtmühle Rennersdorf                 | Rennersdorf/O.L., Am Fuchsberg 4 (Karte)                    | 1829              | ehem. Schmidtmühle oder Mittelmühle Rennersdorf an der Pließnitz; Türstock des Wohnmühlenhauses, Mühlstein und altes Mahlgebäude mit Mühlentechnik der Schmidtmühle; ortsgeschichtlich und technikgeschichtlich von Bedeutung. | 08960901                 |
| Weitere Bilder                              | Niedermühle Rennersdorf                  | Rennersdorf/O.L., Am Heideberg 1 (Karte)                    | 1877              | ehem. Niedermühle oder Mietkemühle Rennersdorf; Mühle mit Wohnmühlenhaus, späterem Technikgebäude, zwei Seitengebäuden und Resten desWasserbaues; baugeschichtlich und ortsgeschichtlich von Bedeutung. | 08960915                 |
| Weitere Bilder                              | Wollspinnerei Rennersdorf                | Rennersdorf/O.L., Im Kreppel 1 (Karte)                      | 2. Hälfte 19. Jh. | ehem. Wollspinnerei Rennersdorf; Webereigebäude einer einstigen Juteweberei; an der Pließnitz, baugeschichtlich und ortsgeschichtlich von Bedeutung. | 08960792                 |
| Direkt Bild zu diesem Denkmal hochladen     | Obermühle Kunnersdorf                    | Kunnersdorf auf dem Eigen, Herrnhuter Straße 29 (Karte)     |                   | ehem. Obermühle Kunnersdorf, Getreide- und Ölmühle, bis 1985 in Betrieb, 1993 abgerissen, jetzt Wohnblocks, genaue lage unklar |                          |
| Weitere Bilder                              | Mittelmühle Kunnersdorf                  | Kunnersdorf auf dem Eigen, Herrnhuter Straße 22 (Karte)     | 1813              | ehem. Mittelmühle Kunnersdorf; Mühlenanwesen mit Wohnhaus und Seitengebäude; zum Kloster Marienstern gehörig, Wohnhaus mit Putzgliederung und Inschrifttafel, hier bezeichnet 1813., baugeschichtlich und ortsgeschichtlich von Bedeutung. | 09225307                 |
| Weitere Bilder                              | Bornmühle Kunnersdorf                    | Kunnersdorf auf dem Eigen, Am Pließnitztal 2 (Karte)        | Mitte 19. Jh.     | ehem. Bornmühle oder Niedermühle Kunnersdorf; Mühlenanwesen mit zwei aneinandergebauten Wohnhäusern; das vordere mit Pilaster- und Lisenengliederung, Putzritzung, mit Tafel „Nach dem großen Brande gebaut und vergrößert von Johan Carl Gottfriedt Schönfelder 1839“, baugeschichtlich und ortsgeschichtlich von Bedeutung. | 09225288                 |
| Weitere Bilder                              | Niedermühle Kemnitz                      | Kemnitz, Hauptstraße 134 (Karte)                            | 1847              | ehem. Niedermühle Kemnitz am Kemnitzbach; Mühlentechnik der Wassermühle; technikgeschichtlich von Bedeutung. | 08960630                 |
|                                             | Franzosenmühle Bernstadt                 | Bernstadt auf dem Eigen (Karte)                             |                   | ehem. Franzosenmühle am Kemnitzbach, jetzt Wohnhaus |                          |
| Weitere Bilder                              | Sandmühle Bernstadt                      | Bernstadt auf dem Eigen, Sandmühlplatz 2-3 (Karte)          |                   | ehem. Sandmühle Bernstadt |                          |
| Direkt Bild zu diesem Denkmal hochladen     | Garnmühle Altbernsdorf                   | Altbernsdorf auf dem Eigen, Reichenbacher Straße 10 (Karte) |                   | ehem. Garnmühle Altbernsdorf im Steinbachtal |                          |
| Weitere Bilder                              | Kretschmar- oder Rote Mühle Altbernsdorf | Altbernsdorf auf dem Eigen, Kleine Seite 33 (Karte)         |                   | ehem. Kretschmar- oder Rote Mühle Altbernsdorf |                          |
| Weitere Bilder                              | Froschmühle Schönau                      | Schönau auf dem Eigen, Hauptstraße 8 (Karte)                |                   | ehem. Froschmühle Schönau |                          |
| Weitere Bilder                              | Seidelmühle oder Kirchmühle Schönau      | Schönau auf dem Eigen, Kleine Seite 75-76 (Karte)           | 1844/1876         | ehem. Seidelmühle oder Kirchenmühle Schönau; Mühlenanwesen, mit Müllerwohnhaus (Nr. 75) mit Anbau sowie Scheune mit Anbau, Mühlengebäude (Nr. 76) über hakenförmigem Grundriss; massive Gebäuden zu beiden Seiten der Straße, baugeschichtlich, technikgeschichtlich und ortsgeschichtlich von Bedeutung. | 09271301                 |
|                                             | Feldmühle Schönau                        | Schönau auf dem Eigen, Friedersdorfer Straße 4 (Karte)      |                   | ehem. Feldmühle Schönau am Buschbach, genaue Lage unklar |                          |
| Weitere Bilder                              | Mittelmühle Schönau                      | Schönau auf dem Eigen, Hauptstraße 74-75 (Karte)            | um 1870           | ehem. Mittelmühle Schönau; Mühlenanwesen mit drei Gebäuden (Wohnhaus und Wirtschaftsgebäude Nr. 74, Nebengebäude Nr. 75); Wohnhaus mit turmartigem Mühlentrakt, Wirtschaftsgebäude mit Stallungen im Erdgeschoss, Nr. 75 Nebengebäude mit Wohnteil, baugeschichtlich, technikgeschichtlich und ortsgeschichtlich von Bedeutung. | 09271330                 |
|                                             | Niedermühle Schönau                      | Schönau auf dem Eigen (Karte)                               |                   | ehem. Niedermühle (auch Tachmannmühle) Schönau, abgerissen, wüst, genaue Lage unklar |                          |
| Weitere Bilder                              | Obermühle Dittersbach                    | Dittersbach auf dem Eigen, Dorfstraße 27 (Karte)            | frühes 19. Jh.    | ehem. Obermühle Dittersbach an der Gaule; Dreiseithof mit Wohnhaus, zwei Seitengebäuden, Hofpflasterung und Steinbank; einstiges Mühlenanwesen, Wohnhaus als schön dekoriertes Beispiel für die aufkommende Vorliebe zur Steinbauweise, baugeschichtlich und wirtschaftsgeschichtlich von Bedeutung. | 09274377                 |
| Weitere Bilder                              | Niedermühle Dittersbach                  | Dittersbach auf dem Eigen, Am Flutgraben 1 (Karte)          | 18./19. Jh.       | ehem. Niedermühle Dittersbach an der Gaule; Mühle mit Wohnmühlenhaus, Scheune und Nebengebäude neben der Scheune (parallel vom Wohnhaus); Wohnmühlenhaus Obergeschoss Fachwerk, Scheune teils Fachwerk, ortsgeschichtlich und baugeschichtlich bedeutsam. | 09304014                 |
|                                             | Obermühle Kiesdorf                       | Kiesdorf auf dem Eigen, Ufergasse (Karte)                   |                   | ehem. Obermühle Kiesdorf an der Gaule, genaue Lage unklar |                          |
| Weitere Bilder                              | Niedermühle; Schrotmühle Kiesdorf        | Kiesdorf auf dem Eigen, Dorfstraße 59 (Karte)               | 1836              | ehem. Niedermühle oder Jäckelmühle Kiesdorf an der Gaule, Mühlenbetrieb bis 1963; Mühlenanwesen mit Wohnhaus (Umgebinde) mit Anbau, zwei Scheunen und Hofeinfahrtspfeilern; Obergeschoss Fachwerk, Umgebinde mit profilierten Säulen, Scheune massiv, baugeschichtlich und technikgeschichtlich von Bedeutung. | 09273878                 |
|                                             | Knochenmühle Kiesdorf                    | Kiesdorf auf dem Eigen, Dorfstraße 92 (Karte)               |                   | ehem. Knochenmühle Kiesdorf an der Gaule, genaue Lage unklar |                          |
| Weitere Bilder                              | Wassermühle Tauchritz                    | Tauchritz, Mühlgasse 3; 3a (Karte)                          | 1. Hälfte 19. Jh. | ehem. Wassermühle Tauchritz am Mühlgraben der Pließnitz; Mühle (Nr. 3a), Müllerwohnhaus (Nr. 3) und zwei Scheunen; baugeschichtlich, ortsgeschichtlich und technikgeschichtlich von Bedeutung. | 09277235                 |
| Weitere Bilder                              | Wiesenmühle Hagenwerder                  | Hagenwerder (Karte)                                         |                   | ehem. Wiesenmühle Hagenwerder am alten Verlauf der Pließnitz, abgerissen, im Stauraum des Berzdorfer Sees, genaue Lage unklar |                          |
| Mühlen am Föhrenfließ                       |                                          |                                                             |                   | |                          |
| Direkt Bild zu diesem Denkmal hochladen     | Hirtenmühle Tschernitz                   | Tschernitz, Muskauer Straße 22 (Karte)                      |                   | ehem. Hirtenmühle in Tschernitz am Föhrenfließ |                          |
|                                             | Hermannsmühle Tschernitz                 | Tschernitz, Hermannsmühle (Karte)                           |                   | ehem. Hermannsmühle in Tschernitz am Föhrenfließ |                          |
| Direkt Bild zu diesem Denkmal hochladen     | Weißmühle Jämlitz                        | Jämlitz (Karte)                                             |                   | ehem. Weißmühle in Jämlitz am Föhrenfließ |                          |
| Mühlen an der Malxe                         |                                          |                                                             |                   | |                          |
|                                             | Döberner Mühle                           | Döbern, Grenzweg 16 (Karte)                                 |                   | ehem. Döberner Mühle an der Malxe (Baudenkmal Brandenburg Id=09125529) |                          |
| Direkt Bild zu diesem Denkmal hochladen     | Katzarmühle Groß Kölzig                  | Groß Kölzig, Wiesenweg 8 (Karte)                            |                   | ehem. Katzarmühle Groß Kölzig, an der Malxe |                          |
| Direkt Bild zu diesem Denkmal hochladen     | Talmühle Groß Kölzig                     | Groß Kölzig, Talmühlenstraße 9-11 (Karte)                   |                   | ehem. Talmühle Groß Kölzig, an der Malxe |                          |
| Direkt Bild zu diesem Denkmal hochladen     | Schneidemühle Groß Kölzig                | Neiße-Malxetal, Jocksdorfer Str. 77 (Karte)                 |                   | ehem. Schneidemühle Groß Kölzig, jetzt NABU-Haus Malxehof |                          |
| Direkt Bild zu diesem Denkmal hochladen     | Bruchmühle Groß Kölzig                   | Groß Kölzig, OT von Neiße-Malxetal, Forster Str. 16 (Karte) |                   | ehem. Bruchmühle Groß Kölzig, jetzt Gaststätte |                          |
| Weitere Bilder                              | Noßdorfer Wassermühle                    | Noßdorf, OT von Forst/Lausitz, Noßdorfer Straße 14 (Karte)  |                   | ehem. Wassermühle Noßdorf an der Malxe, Baudenkmal Brandenburg Id=09125331 | Wikidata-Objekt anzeigen |

## Landkarten-Archiv
- Messtischblatt 446 Hirschfelde (1910) (abgerufen am 24. Juli 2025)
- Messtischblatt 420 Görlitz (1910) (abgerufen am 24. Juli 2025)
- Messtischblatt Penzig 4756 (1929) (abgerufen am 16. August 2025)
- Messtischblatt Rothenburg 4655 (1911) (abgerufen am 16. August 2025)
- Messtischblatt Priebus 4555 (1911) (abgerufen am 16. August 2025)
- Messtischblatt Muskau 4454 (1919) (abgerufen am 16. August 2025)
- Messtischblatt Triebel 4354 (1917) (abgerufen am 16. August 2025)